# Selaginella umbrosa
Selaginella umbrosa là một loài dương xỉ trong họ Selaginellaceae. Loài này được Lem. ex Hieron. mô tả khoa học đầu tiên năm 1901.

## Hình ảnh

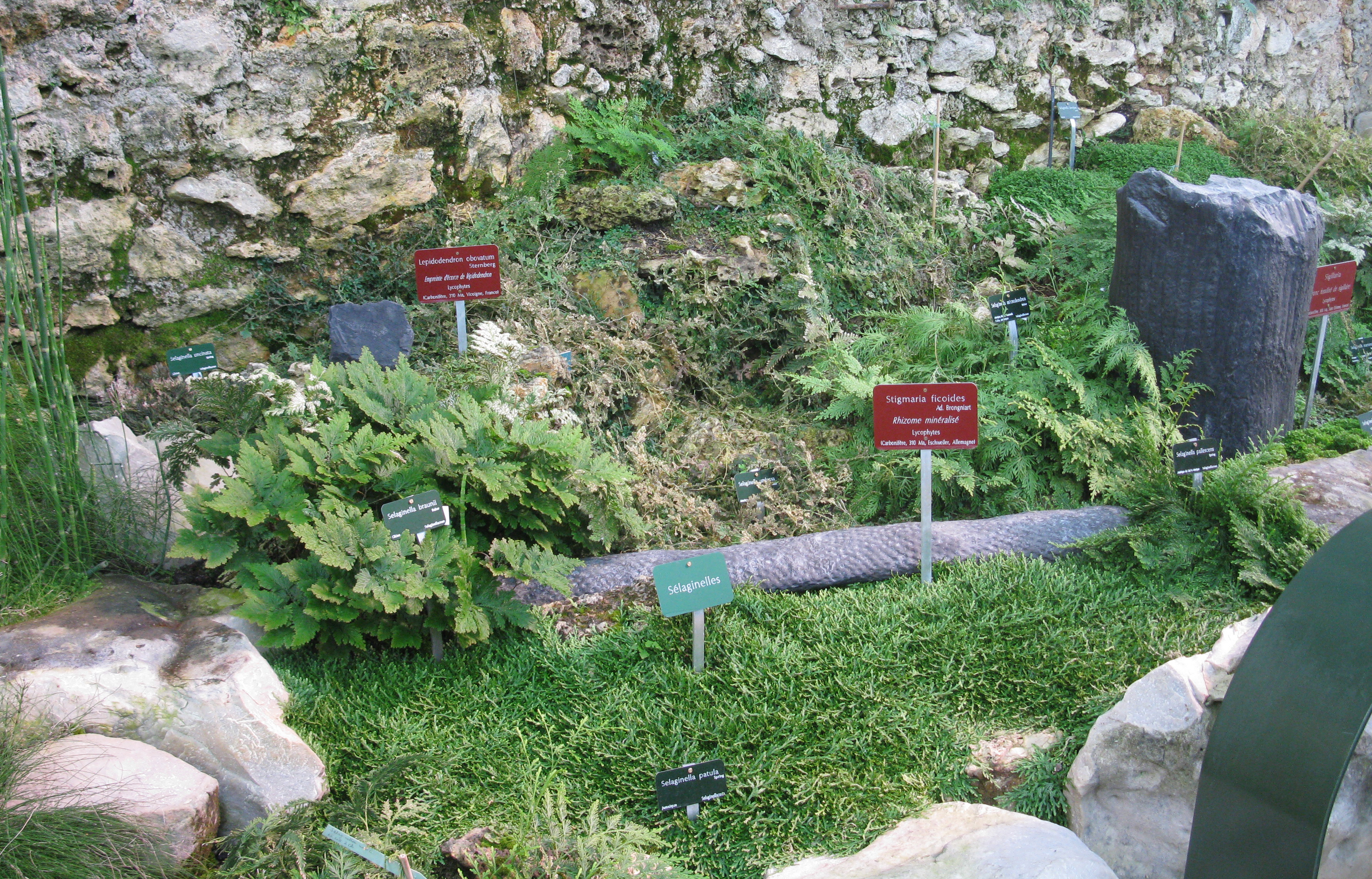
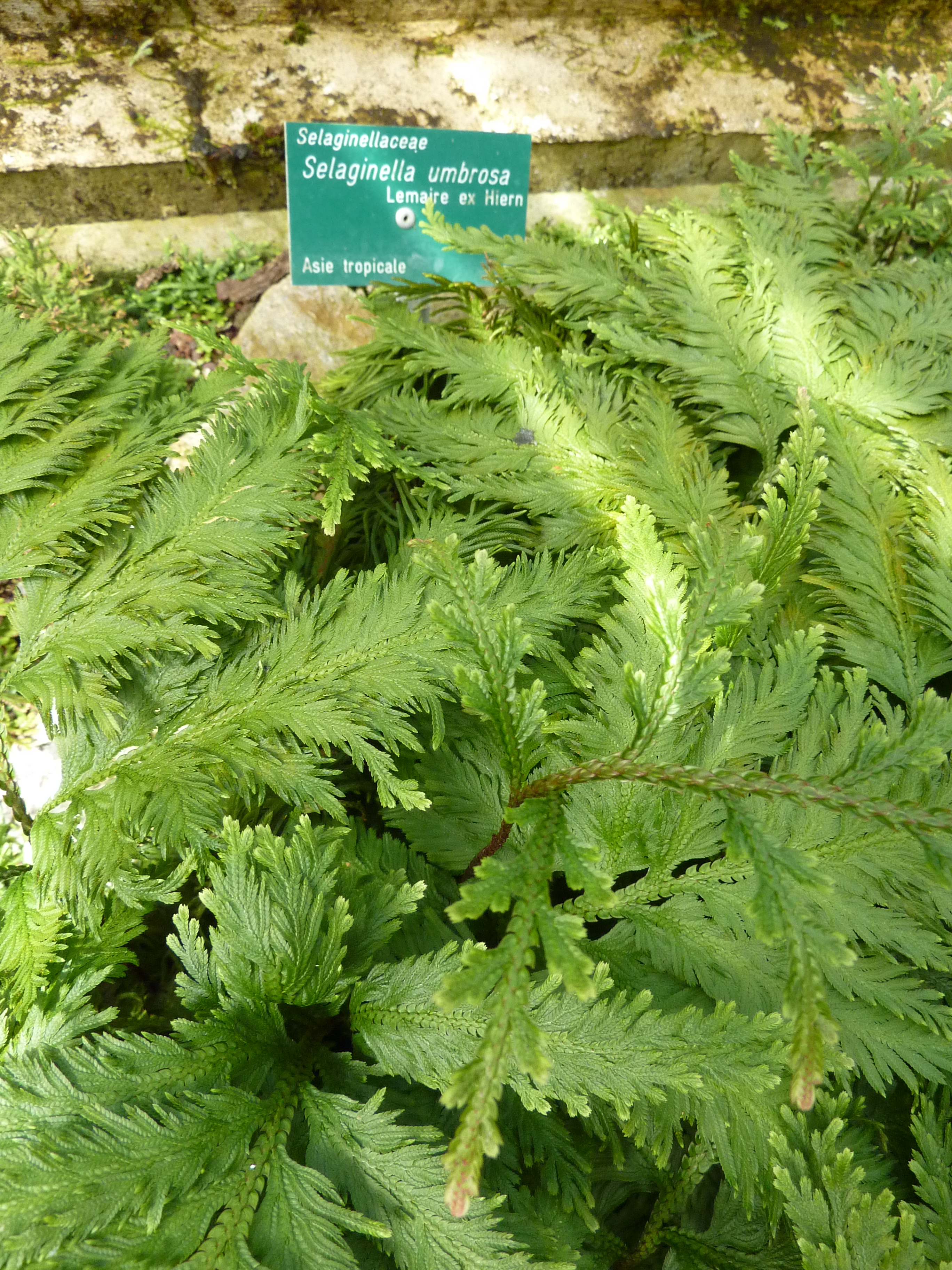
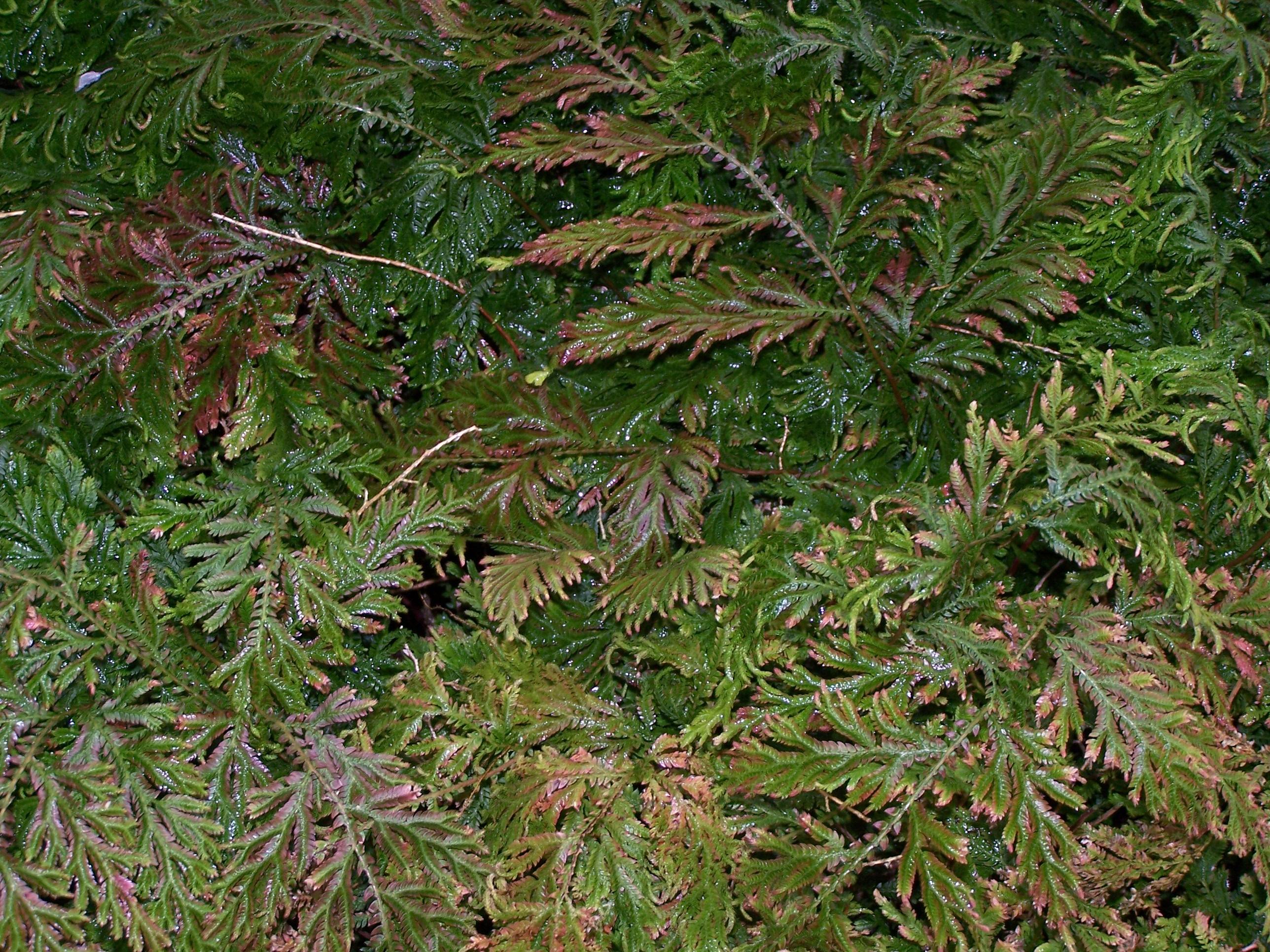
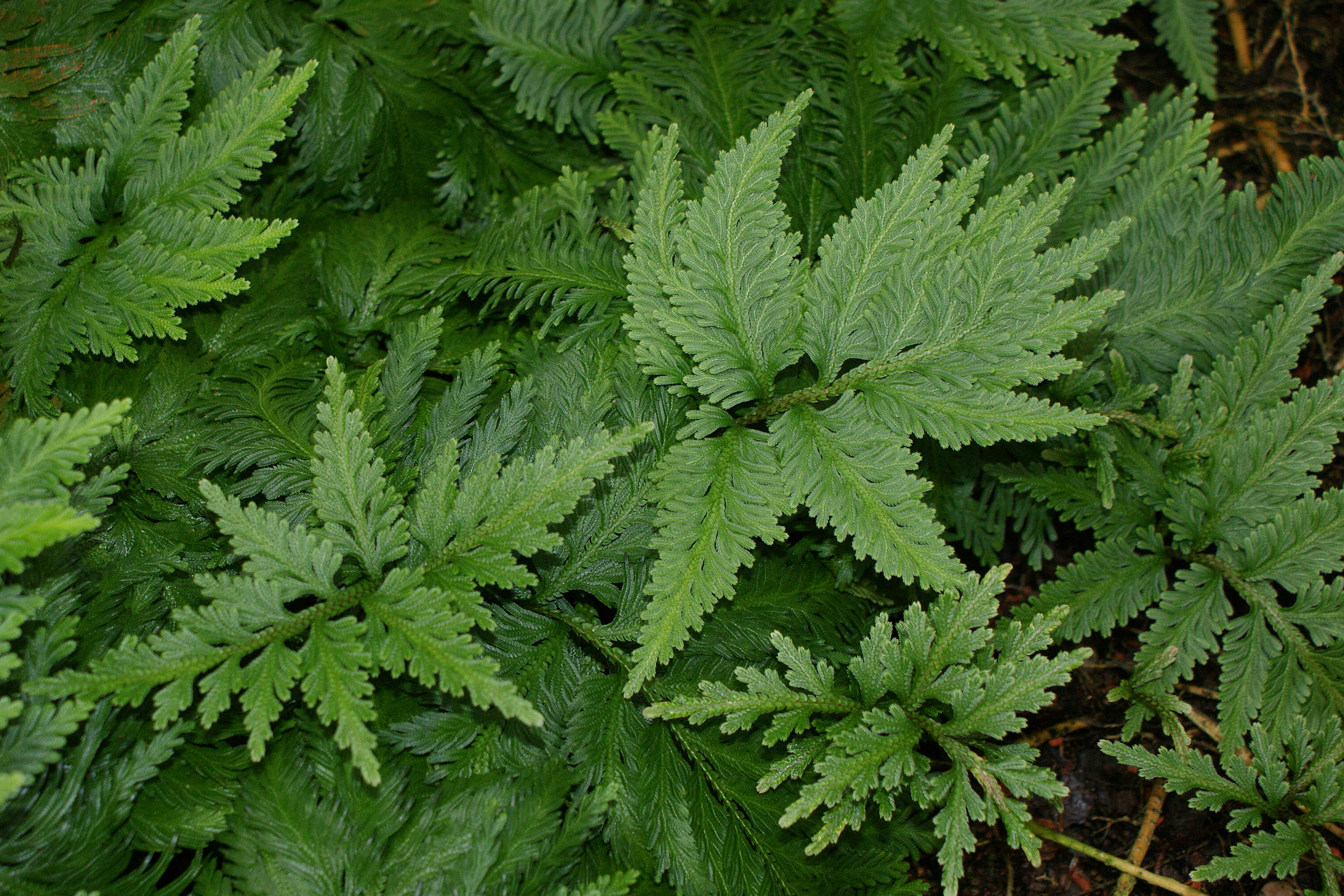